# Byggnad på ofri grund
Byggnad på ofri grund är en byggnad som uppförts på annans fastighet.
I allmänhet har byggnadens ägare rätt till att nyttja fastigheten på grund av nyttjanderättsavtal (arrende). Byggnad på ofri grund är lös egendom. 
Byggnad på ofri grund kan inte intecknas utan måste pantsättas om den ska belånas. Eftersom byggnad inte kan - av praktiska skäl - pantsättas genom tradition sker pantsättning genom avtal, så kallad säkerhetsöverlåtelse. Nackdelen med detta är att en säkerhetsöverlåtelse inte visas för omvärlden och att den därför kan hållas dold.
Ett sätt att komma till rätta med detta är att lagstiftaren inför rätt till registrering i ett register.
Har arrendatorn uppfört egen byggnad på arrendeställ eller har han i övrigt nedlagt kostnad på detta utöver vad som ålegat honom, ska byggnaden eller vad som eljest utförts erbjudas jordägaren till inlösen, när arrendatorn frånträder arrendet.
Vid köp av byggnad på ofri grund utgår ingen stämpelskatt, 1,5 %, som annars påförs vid försäljning av fast egendom.

## Utmätning
Byggnad på ofri grund kan utmätas som alla annan lös egendom. Kronofogden ska dock uppmärksamma att samtidigt utmäta den arrenderätt gäldenären kan ha för det ökar värdet vid försäljning av byggnaden.

## Rotavdrag
Man kan få skattereduktion för ROT-arbeten på byggnad på ofri grund. Byggnaden måste således inte ha ett taxeringsvärde för att du ska kunna få rotavdrag.

## Allmänt
Det anses att det finns omkring 60 000 byggnader på ofri grund i Sverige.

## Rättsfall
- Fråga om utmätning av lös egendom i form av en byggnad på ofri grund och nyttjanderätt till ett markområde, vilken egendom är föremål för säkerhetsöverlåtelse och därefter överlåtits respektive upplåtits till tredje man. Exekutionstitel mot byggnadens ägare saknades varför ansökan om utmätning ogillades.[5]